# グラバー号

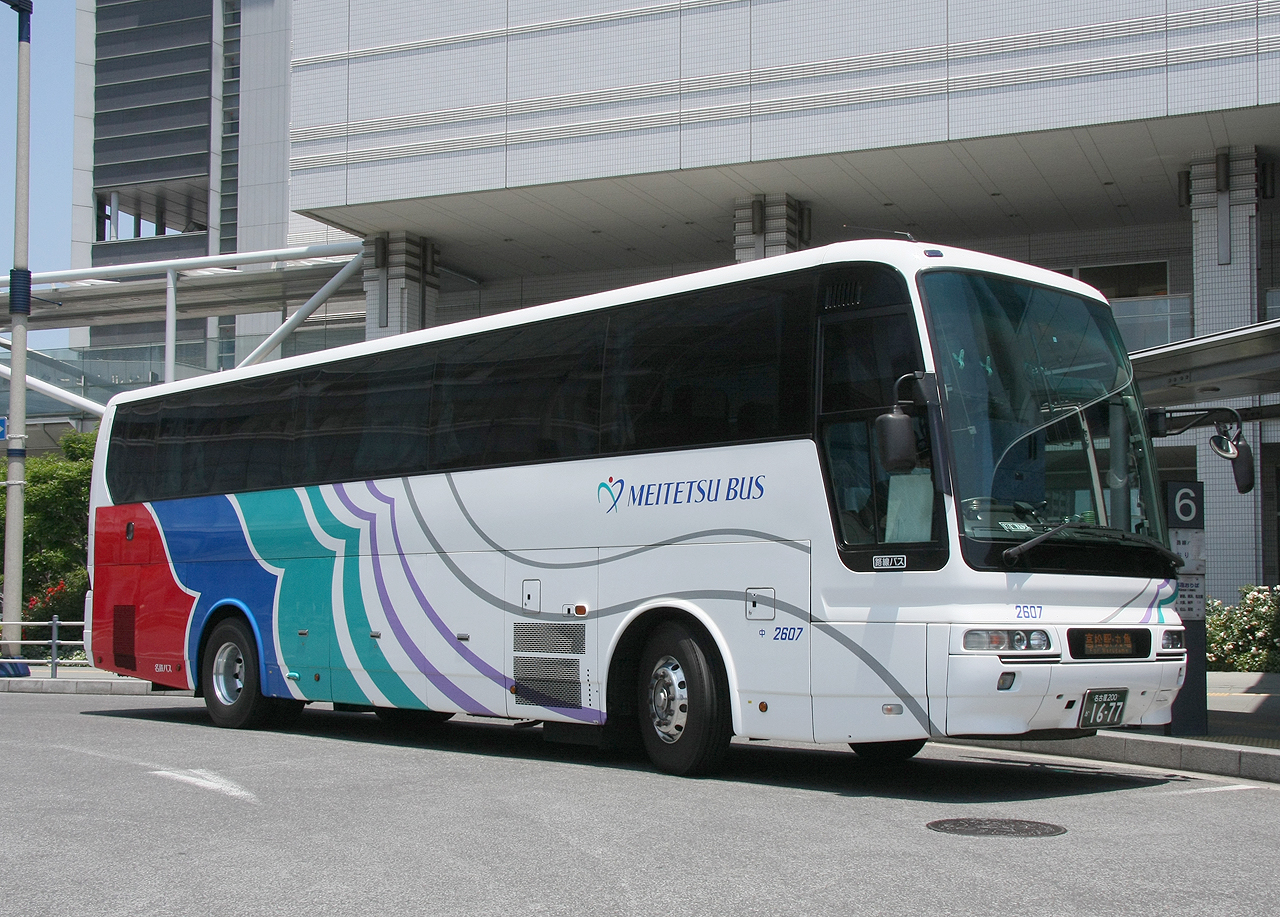
グラバー号 （名鉄バスの車両）

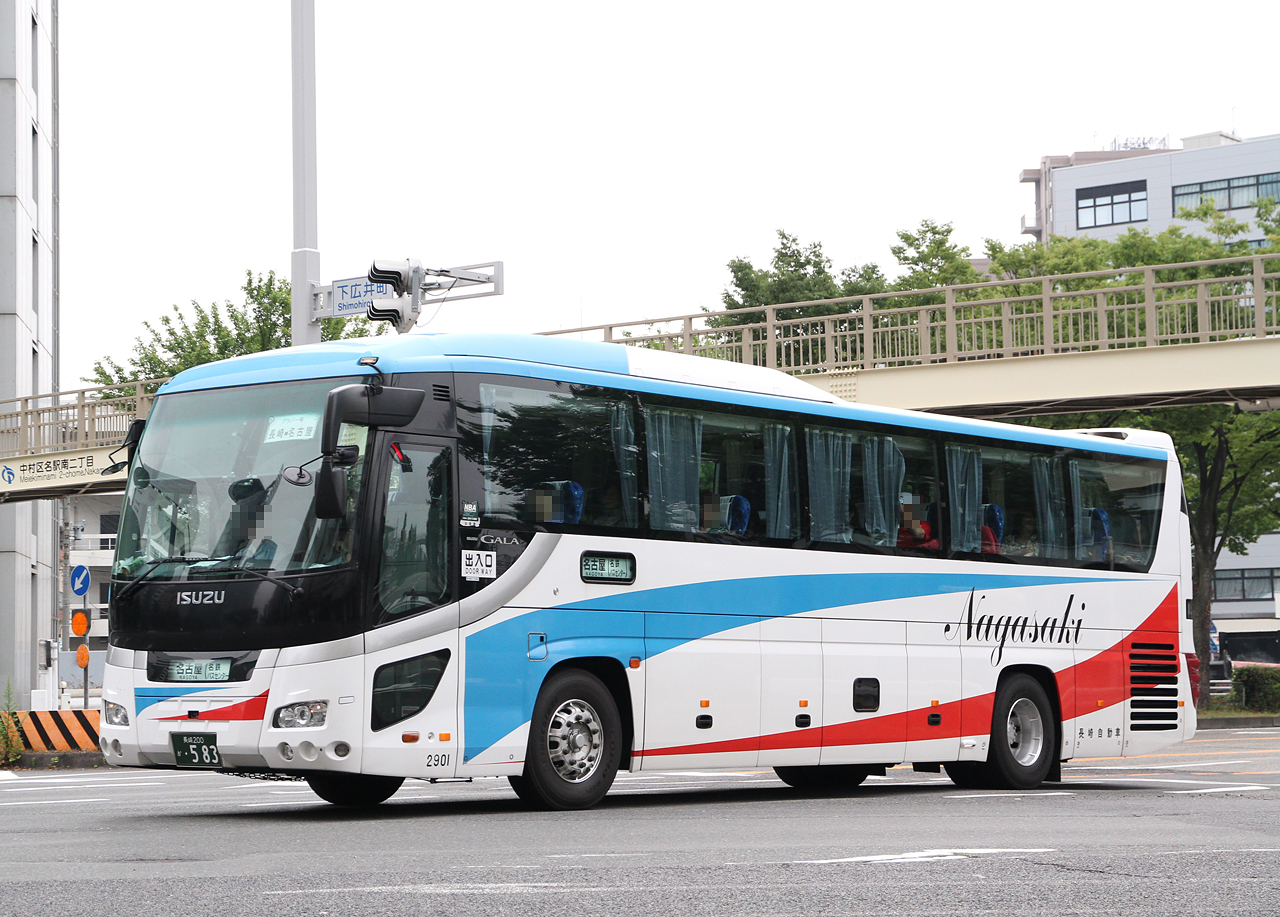
グラバー号 （長崎自動車の車両）

グラバー号（グラバーごう）は、かつて長崎県長崎市（長崎新地ターミナル）と愛知県名古屋市（名鉄バスセンター）を結んでいた夜行高速バスである。長崎市から最も遠くまで行く高速バスであった。また、1990年に福岡 - 東京線「はかた号」が開設されるまでは本路線が「日本一長い距離を走る高速バス」とされていた。近年の利用者減少と深刻な乗務員不足の影響により2018年11月30日をもって廃止された。
路線愛称は、幕末に長崎市で活躍した商人グラバーと、彼の邸宅跡で長崎市の観光名所として知られるグラバー園に由来する。

## 概要

### 運行会社
2社による共同運行が行われており、両社が隔日で交互に担当した。
- 長崎自動車（長崎バス）
  - 担当営業所 : 松ヶ枝営業所
- 名鉄バス
  - 担当営業所 : 名古屋中央営業所

### 運賃・乗車券類
- 全席指定制のため、あらかじめ乗車券を購入しなければならなかった。
- 往復運賃の設定があった（10日間通用）。
- Web予約の場合は発車オ〜ライネットのみ予約が可能であった。名鉄が出資しているハイウェイバスドットコムは本路線では使用できなかった。
- 長崎ランタンフェスティバル開催期間中は往復運賃が通常期より割引されていた。

## 沿革
- 1989年9月1日 - 運行開始。当初の名古屋側の運行会社は名古屋鉄道（現在の名鉄バス）。運行開始当時は日本最長の路線バスであった。
- 1999年3月1日 - 名古屋側の運行会社を名鉄の子会社・日本急行バスへ移管。
- 2008年9月22日 - 運行経路を東名阪自動車道・新名神高速道路経由に変更、ココウォーク茂里町（長崎市）での乗降扱いを開始。名神大垣と宝町での乗降扱いは前日限りで廃止。
- 2009年2月1日 - 名古屋側の運行会社を名鉄観光バスから名鉄バスへ移管。
- 2018年11月30日 - 同日発便をもって廃止。代替措置として、翌日より名古屋 - 福岡線「どんたく号」（名鉄バス・西日本鉄道運行）と福岡 - 長崎線「九州号」（九州急行バス運行）との間で乗継割引制度を開始。

## 運行経路
廃止時点での経路と停車停留所。太字は客扱いを行う場所。長崎県内のみの利用不可。
長崎新地ターミナル - 大波止 - 長崎駅前南口 - ココウォーク茂里町 - 大橋 - 昭和町 - （長崎バイパス） - 長崎多良見IC - （長崎自動車道） - 諫早インター - 大村インター - （長崎自動車道・九州自動車道・関門橋・中国自動車道・山陽自動車道・広島岩国道路・山陽自動車道・名神高速道路・新名神高速道路・東名阪自動車道・名古屋高速5号万場線・2号東山線） - 白川出入口 - 名鉄バスセンター
- ココウォーク茂里町は、上りはみらい長崎ココウォーク内、下りは国道206号沿いのバス停に停車していた。
- 上りの長崎新地ターミナル・ココウォーク茂里町ともに4番ホームより発車していた。
- 下りの名鉄バスセンターは3階7番乗り場より発車していた。

### 途中休憩など
あくまでも一例であり、時季や続行便との調整などで休憩場所が変更となることがある。
- 名神高速桂川PA - 10分休憩[要出典]（名鉄バス便） （下り）
- 山陽道淡河PA - 25分休憩[要出典]（長崎バス便）（下り）※上りは乗務員交代のみ
- 長崎道大村湾PA - 10分休憩・カーテン開放[要出典]（下り）
- 山陽道小谷SA - 乗務員交代（車外には出られない）
- 九州道基山PA - 10分休憩[要出典]（名鉄バス便）（上り）
- 九州道吉志PA - 10分休憩[要出典]（長崎バス便）（上り）※下りは乗務員交代のみ
- 新名神高速土山SA- 15分休憩・カーテン開放[要出典]（名鉄バス便・上り）
- 東名阪道大山田PA- 15分休憩・カーテン開放[要出典]（長崎バス便・上り）

## 車両
- 長崎自動車 - 日野・セレガ、いすゞ・ガーラ
- 名鉄バス - 三菱ふそう・エアロクィーン（2015年6月より福岡線どんたく号で使用していた車両で運用されていた）

### 車内設備
- 3列独立シート ※続行便が2台以上出る場合、3号車以降は4列シートになることもあった。
- 化粧室
- テレビ（BS放送・長崎バス便のみ）・ラジオ（長崎バス便のみ） ※音楽放送は廃止された。
- 毛布
- サービスコーナー（長崎バス便のみ）
  - コーヒー・緑茶・おしぼり ※名鉄バス便は2011年6月限りで廃止し、代替として紙パックの緑茶を配布している（おしぼりは従来通り）。
  - 冷蔵庫（紙パックジュース入り）
- 通路側カーテン
- プラズマクラスターイオン発生機（名鉄バス便のみ）
- プレミアムワイドシート（名鉄バス便のみ）
- コンセント（名鉄バス便のみ）
- 仕切りカーテン
- Wi-Fi（名鉄バス便のみ）